# Фотосистема I

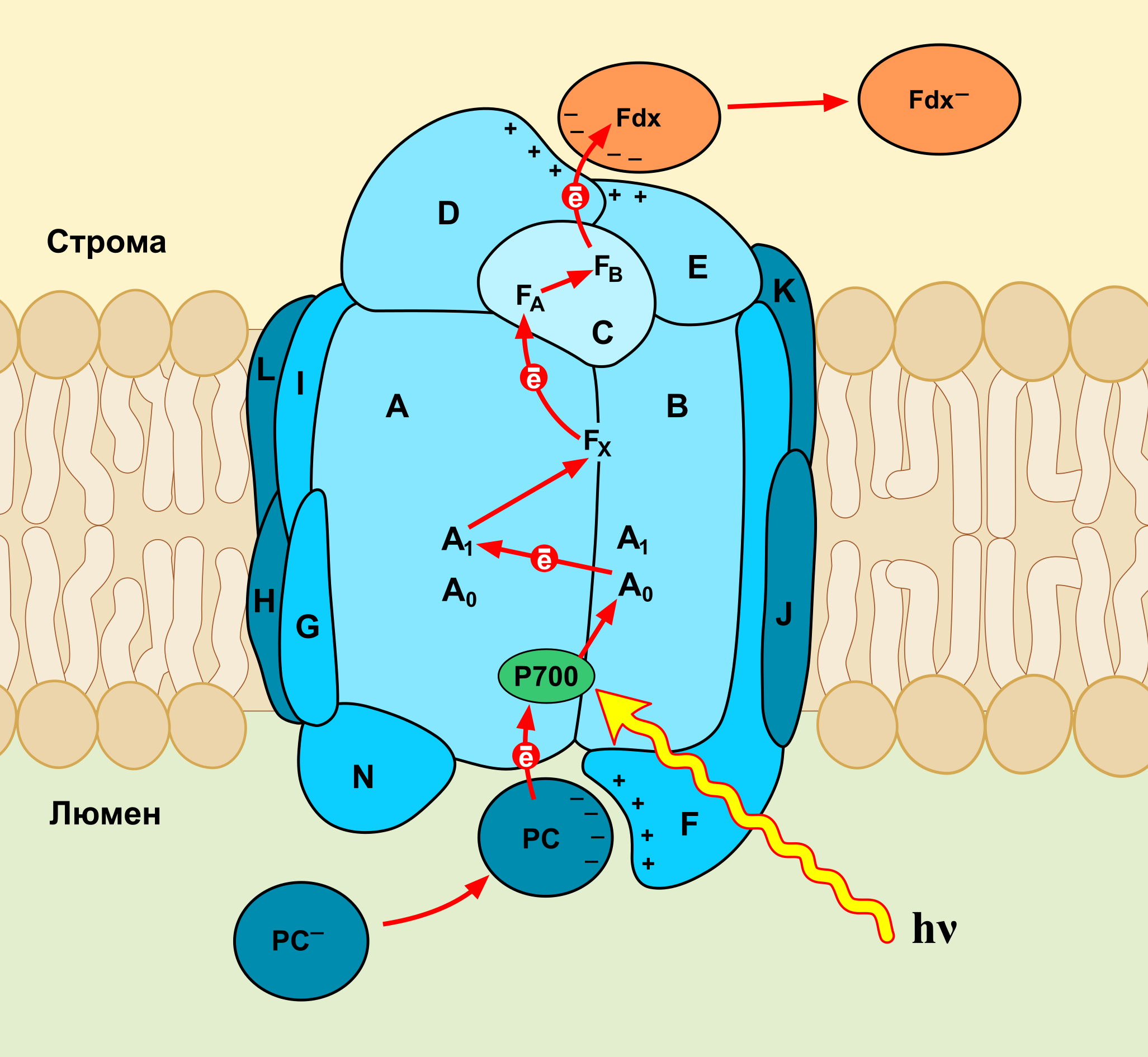
Структурно-функциональная организация комплекса ФСI (ССКI не показаны): P700 (П_{700}) — специальная пара; А_{0} — хлорофилл а_{695}; A_{1} — филлохинон; F_{x}, F_{a},F_{b} — железосерные кластеры (на рисунке не показана пара дополнительных хлорофиллов а).

Фотосисте́ма I (первая фотосистема, фотосистема один, ФСI), или пластоциани́н-ферредокси́н-оксидоредукта́за — второй функциональный комплекс электрон-транспортной цепи (ЭТЦ) хлоропластов. Он принимает электрон от пластоцианина и, поглощая световую энергию, формирует сильный восстановитель П700, способный через цепь переносчиков электронов осуществить восстановление НАДФ+. Таким образом, при участии ФСI синтезируется источник электронов (НАДФН) для последующих реакций восстановления углерода в хлоропластах в цикле Кальвина. Кроме того, ФСI может осуществлять циклический транспорт электронов, сопряжённый с синтезом АТФ, обеспечивая дополнительный синтез АТФ в хлоропластах.

## История открытия
Нециклический транспорт электронов начинается с того, что марганцевый кластер фотосистемы II окисляет воду, восстанавливая пул пластохинонов. Далее цитохром b6f-комплекс окисляет пластохиноны, а электрон через пластоцианин передаётся на фотосистему I, где используется для синтеза НАДФН. Нарушение формальной логики в названиях фотосистем связано с тем, что фотосистема I была открыта раньше, чем фотосистема II.
Первые данные указывающие на существование ФСI появились в 1950-х годах, но в то время никто ещё не мог оценить значимость этих открытий. Представление о существовании в хлоропластах двух фотосистем возникло в уже в 1940-е годы на основание опытов лаборатории Р. Эмерсона, обнаружившего эффект падения квантового выхода фотосинтеза при освещении хлоропластов монохроматическим красным светом (λ>680 нм), возбуждающим только ФСI, и эффект усиления квантового выхода при добавлении подсветки с длиной волны около 650 нм, которая возбуждала ФСII (так называемый эффект Эмерсона). Также следует упомянуть открытый Комоннером в 1956 году светоиндуцируемый ЭПР сигнал, который был назван сигналом I. По чистой случайности сигнал I и сигнал II, исходили от ФСI и ФСII соответственно. Лишь в 1960 году Луис Дюйзенс предложил концепцию фотосистемы I и фотосистемы II, и в том же году Фэй Бендалл и Роберт Хилл организовали результаты предыдущих открытий в стройную теорию последовательных реакций фотосинтеза. Гипотеза Хилла и Бендалля была позднее подтверждена в экспериментах Дюйзенса и Витта в 1961 году.
После этого начались систематические попытки физического выделения фотосистемы I, определения её трёхмерной структуры и тонкого строения. В 1966 году начался бум исследований в этой области: Андерсон и Бордман подвергали мембраны хлоропластов воздействию ультразвука с последующей обработкой дигитонином, Вернон использовал тритон X-100, а Огава — додецилсульфат. Однако, первые полученные экстракты содержали примеси светосособирающих комплексов, а также цитохромов f и b6. Потребовалось много времени, чтобы разобраться, что полученные экстракты были смесью.
В 1968 году Рид и Клайтон смогли выделить реакционный центр фотосистемы I из пурпурных бактерий, что значительно подстегнуло исследования оксигенного фотосинтеза. Однако, открытым оставался вопрос: что из выделенного являлось истинным реакционным центром, что антенными комплексами, а что дополнительными субъединицами. Долгое время эффективное выделение реакционного центра фотосистемы I оставалось неразрешённой проблемой. В конце-концов оказалось, что легче всего это сделать у цианобактерий, поскольку у них отсутствовали интегрированные в мембрану внешние антенны. После многочисленных попыток с разными видами, выяснилось, что самыми многообещающими в этом отношение видами являются представителями Synechocystis и Synechococcus, поскольку фотосистема I, выделенная из Thermosynechococcus elongatus давала очень стабильный реакционный центр, пригодный для кристаллизации и исследования методом рентгеноструктурного анализ.

## Отличия от фотосистемы II
Основная функция фотосистемы II — генерация сильного окислителя, который инициирует окисление воды и передачу её электронов на мембранный переносчик. Основная функция фотосистемы I — насытить эти низкоуровневые электроны энергией, чтобы с их помощью осуществить восстановление НАДФ+. Поскольку энергия суммарного процесса слишком велика, чтобы осуществить его в рамках одного реакционного центра, в ходе эволюции появились две фотосистемы, которые раздельно осуществляют разные части этой реакции. Их специфические функции и определяют особенности их строения. Так, фотосистема I — симметрична, то есть в ней работают две ветви электронного транспорта, что делает его значительно более быстрым, в то время как фотосистема II — асимметрична и обладает только одной рабочей ветвью, что замедляет транспорт электронов, но делает его более управляемым. Обе фотосистемы значительно отличаются по строению антенн, дополнительных субъединиц, способов регуляции и своему положению в мембране. Так, фотосистема I обладает интегральной антенной, хлорофиллы которой расположены непосредственно на главных белках комплекса — А и B, в то время как у фотосистемы II они вынесены на внешние белки CP47 и CP43. По количеству дополнительных малых регуляторных субъединиц ФС II значительно превосходит ФС I, что связано с необходимостью тонкой регуляции процесса окисления воды, который потенциально крайне опасен для клетки. Этим же объясняется неоднородное распределение фотосистем в мембране тилакоида: в то время как ФС I располагается преимущественно в области маргинальных, торцевых и стромальных мембран, ФС II практически полностью находится в области спаренных мембран, что обеспечивает клетке дополнительную защиту от продуцируемых ею активных форм кислорода.
Главное отличие фотосистемы II от фотосистемы I — это наличие большого обращённого в люмен домена, который содержит марганцевый кластер и окружающие его защитные белки. Именно здесь происходит процесс фотохимического окисления воды, сопровождаемый выделением кислорода и протонов.

## Структурная организация фотосистемы I
Фотосистема I состоит из следующих белковых субъединиц и кофакторов:
| Субъединицы          | Описание |
| -------------------- | --- |
| A                    | 83 кДа, 751 аминокислотных остатков |
| B                    | 82,5 кДа, 735 аминокислотных остатков |
| C                    | 8,9 кДа, перенос электрона с П700 на ферредоксин |
| D                    | 19 кДа, обеспечивает связь с ферредоксином |
| E                    | 7,5 кДа, обеспечивает связь с ферредоксином |
| F                    | 19 кДа, взаимодействует с пластоцианином |
| G                    | 8 кДа, только у растений |
| H                    | 10 кДа, у растений предотвращает формирования тримеров ФСI, обеспечивает взаимодействие со светособирающим комплексом II                               |
| I                    | 5 кДа, у растений взаимодействует с PsaH, связывается со светособирающим комплексом II; у цианобактерий играет важную роль в формировании тримеров ФСI |
| J                    | 5 кДа, несёт три молекулы хлорофилла и выполняет структурную функцию                                                                                   |
| K                    | 8.5 кДа, несёт две молекулы хлорофилла и выполняет структурную функцию                                                                                 |
| L                    | 16 кДа, у цианобактерий участвуют в формировании тримера ФСI; у растений она связывает со светособирающим комплексом II                                |
| M                    | 3,5 кДа, только у цианобактерий; расположена в области контакта ФСI в тримере                                                                          |
| N                    | 9 кДа, есть у растений и водорослей |
| O                    | только у растений; функция неизвестна |
| X                    | 4 кДа, только у цианобактерий |
| Пигменты             | |
| Хлорофилл a          | 95 молекул в антенной системе |
| Хлорофилл а          | 2 молекулы дополнительного хлорофилла а |
| Хлорофилл a0         | Хлорофилл а695 — первичный акцептор электронов |
| Хлорофиллы а и a'    | специальная пара П700 |
| β-Каротин            | 22 молекулы |
| Коферменты/Кофакторы | |
| Fa                   | Fe4S4 железосерный кластер (ЭТЦ) |
| Fb                   | Fe4S4 железосерный кластер (ЭТЦ) |
| Fx                   | Fe4S4 железосерный кластер (ЭТЦ) |
| Ферредоксин          | Переносчик электронов |
| Пластоцианин         | Растворимый белок, содержащий атом меди |
| QK-A                 | Филлохинон — акцептор электронов в ЭТЦ (субъединица А)                                                                                                 |
| QK-B                 | Филлохинон — акцептор электронов в ЭТЦ (субъединица В)                                                                                                 |
| Ca2+                 | ион кальция |
| Mg2+                 | ион магния |

Основная функция ФСI — передача энергии света на электрон, перенос электрона от пластоцианина к ферредоксину. ФСI содержит свыше 110 кофакторов, значительно больше чем фотосистема II. Каждый из этих компонентов имеет широкий спектр функций.
Основные компоненты электрон-транспортной цепи ФСI — главный донор возбуждённых электронов П700 (хлорофильный димер) и пять переносчиков: A0 (хлорофилл а), A1 (филлохинон) и три Fe4S4 железосерных кластера: Fx, Fa, и Fb.
Структурно ФСI представляет собой гетеродимер двух интегральных белковых комплексов — А и В (у всех растений кодируются хлоропластными генами PsaA и PsaB). Белки А и В присоединяют димер Р700, по одной молекуле мономера хлорофилла а (Хл695) — первичного акцептора электронов А0, по одному дополнительному хлорофиллу а и по одной молекуле филлохинона (А1). Два набора дополнительных хлорофиллов а, первичных акцепторов электрона и филлохинонов формируют две почти симметричные ветви транспорта электронов от Р700 к Fx. В отличие от реакционных центров зелёных и пурпурных бактерий и ФСII, где из двух ветвей функционирует лишь одна, в ФСI активны обе ветви электронного транспорта, хотя они и не идентичны.Белок А гомологичен белкам D1+СP43 (молекулярная масса белка А соответствует сумме молекулярных масс белков D1 и СP43) из фотосистемы II, а белок В гомологичен белкам D2+CP47 соответственно.
Обе субъединицы содержат 11 трансмембранных сегментов. Железосодержащий кластер Fx связан четырьмя цистеинами, два из которых находятся на субъединице А, и ещё два на субъединице В. В обоих белках цистеины находятся на проксимальном конце, в петле между девятым и десятым трансмембранными сегментами. По всей вероятности, ниже цистеинов находится так называемый мотив лейциновой молнии, который вносит существенный вклад в димеризацию белков А и В. Конечные акцепторы электронов FA и FB находятся на субъединице С.
Следует особо подчеркнуть, что перенос электрона осуществляется в соответствии с термодинамическим потенциалом. Увеличение окислительно-восстановительных потенциалов в цепи акцепторов обеспечивает быстрое снижение энергии, что предотвращает возврат электрона к пигменту и бесполезную трату энергии электронного возбуждения. Благодаря этому энергия возбуждения эффективно используется для разделения зарядов.

### Пластоцианин

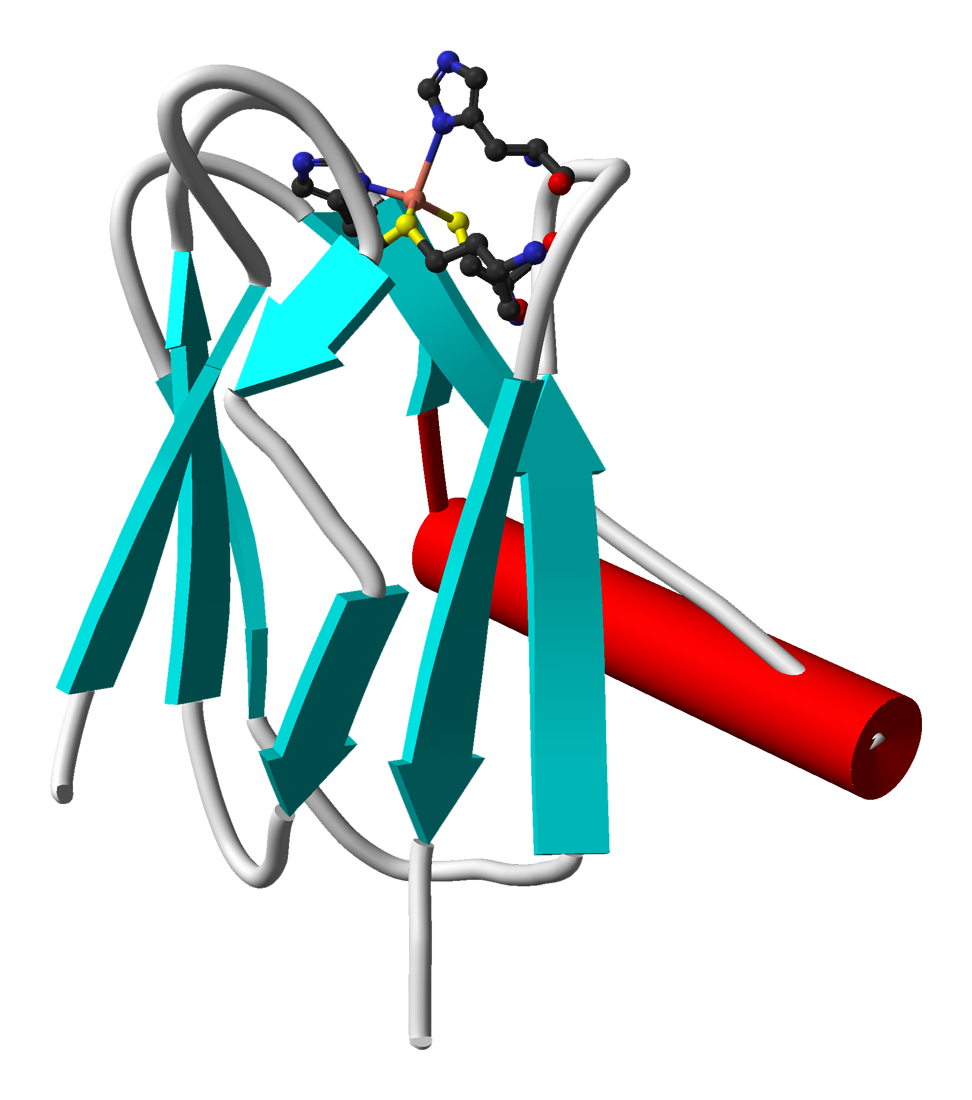
Структура пластоцианина

Пластоцианин — маленький, подвижный белок с молекулярной массой около 10,5 кДа. К его центральному атому Сu присоединяются остатки цистеина и метионина, а сбоку его стабилизируют два остатка гистидина. При обратимой смене валентности Cu2+ ↔ Cu+1 пластоцианин либо поглощает один электрон, либо отдаёт его. Пластоцианин является аналогом цитохрома c, который выполняет схожую функцию в дыхательной цепи митохондрий.
Он принимает электрон от цитохром b6f-комплекса, окисляя цитохром f и перенося его непосредственно на реакционный центр П700 фотосистемы I. На внешней стороне белка имеется группа аминокислот, несущих отрицательный заряд. Предположительно, они связываются с положительно заряженным люминальным доменом субъединицы F, однако механизм связывания недостаточно изучен и остаётся неясным.
У некоторых водорослей и цианобактерий при недостатке меди в среде пластоцианин не образуется, вместо него синтезируется и выполняет его функции цитохром c-553.
- Пластоцианин (PC) отдаёт один электрон окисленному П700+ и восстанавливает его до исходного состояния:

{\displaystyle {\mathsf {P_{700}^{+}+PC_{(Cu^{+1})}\rightarrow P_{700}+PC_{(Cu^{+2})}}}}

### Специальная пара П700
П700 (в английской литературе P700) представляет собой димер хлорофилла а и хлорофилла а‘ у которого кетоэфирная группа в V кольце находится в цис-положении относительно плоскости молекулы, с максимумом поглощения 700 нм. Наличие цис-кетоэфирной группы делает возможным образование димера из двух хлорофиллов посредством формирования водородных связей. П700 получает энергию от антенных комплексов и использует её, чтобы поднять электроны на более высокий уровень. Далее электрон в ходе окислительно-восстановительной реакции переходит на цепь переносчиков. В окисленном состоянии окислительно-восстановительный редокс-потенциал П700 составляет +0,52 В, а в фотовозбуждённом состоянии он становится −1,2 В, то есть формируется мощный восстановитель, обеспечивающий восстановление НАДФ+.
- В соответствии со следующим уравнением П700 поглощает квант света и переходит в фотовозбуждённое состояние, в результате чего один из его электронов переходит с основного подуровня S0 на первый синглетный подуровень S1:

{\displaystyle {\mathsf {{\mathit {h\nu }}+P_{700}\rightarrow P_{700\,_{S_{1}}}^{*}}}}

### Хлорофилл А0
A0 — первый акцептор электронов в фотосистеме I. Именно здесь происходит первичное фотохимическое разделение зарядов между фотовозбуждённым П700* и A0. Его максимум поглощения составляет 695 нм (Хл а695), что объясняется его взаимодействием с окружающими аминокислотными остатками. Его редокс-потенциал в восстановленном состоянии −1,1 В.
- Фотовозбуждённый П700* отдаёт один электрон хлорофиллу A0, в результате чего происходит разделение зарядов, и образуется первичная радикальная пара:

{\displaystyle {\mathsf {P_{700\,_{S_{1}}}^{*}+A_{0}\rightarrow P_{700}^{+}+A_{0}^{-}}}}

### Филлохинон A1
Следующий акцептор — это Филлохинон A1, также известный как витамин K1. Он, как и хлорофилл, обладает фитольным хвостом, и приблизительно соответствует пластохинону QA фотосистемы II. Поглощая электрон, он образует семихинон-радикал, который восстанавливает Fx, передаёт его на Fb и далее на Fa.
{\displaystyle {\mathsf {A_{0}^{-}+A_{1}\rightarrow A_{0}+A_{1}\cdot }}}

### Железосерные кластеры
Железосерные кластеры ФСI имеют форму куба с четырьмя атомами железа и четырьмя атомами серы, составляющими его восемь вершин. Все три кластера связаны с белками ФСI через остатки цистеина. Fx (Eо‘ = −0,70 В) окисляет восстановленный А1. Дальнейший транспорт осуществляют железосерные кластеры Fa, и Fb, характеризующиеся низкими окислительно-восстановительными потенциалами (-0,59 и −0,55 В соответственно).
Множество экспериментов выявило несоответствие между разными теориями, описывающими расположение и работу железосерных кластеров. Однако большинство результатов позволяет сделать некоторые общие выводы. Во-первых, Fx, Fa, и Fb образуют треугольник, и Fa располагается ближе к Fx чем Fb. Во-вторых, транспорт электронов начинается с Fx через Fa к Fb, или же через Fa к Fb. До сих пор ведутся споры о том, какой из двух кластеров осуществляет перенос электрона на ферредоксин.

### Ферредоксин
Ферредоксин — это водорастворимый белок с молекулярной массой 11 кДа и содержащий Fe2S2 центр. Примечательно, что он является одноэлектронной окислительно-восстановительной системой, то есть переносит только один электрон, полученный им от железосерных кластеров. Он восстанавливается ФСI на стромальной стороне мембраны и в восстановленном состоянии является сильным восстановителем (Eo‘ = —0,6 В), благодаря чему может быть переносчиком электронов для различных реакций, протекающих в хлоропласте. Так, ферредоксин поставляет электроны для восстановления нитритов, (нитритредуктаза) и ассимиляции серы (сульфитредуктаза) в хлоропласте. Также он поставляет электроны для фиксации атмосферного азота (нитрогеназа) у бактерий. Он восстанавливает тиоредоксин — низкомолекулярный серосодержащий белок, участвующий в редокс-регуляции хлоропластов, активируя ключевые ферменты цикла Кальвина. При нециклическом транспорте электронов ферредоксин взаимодействует с ферредоксин-НАДФ(+) редуктазой, которая восстанавливает НАДФ+ до НАДФН (Eo‘ = −0,32 В) в строме хлоропласта.

## Светособирающий комплекс

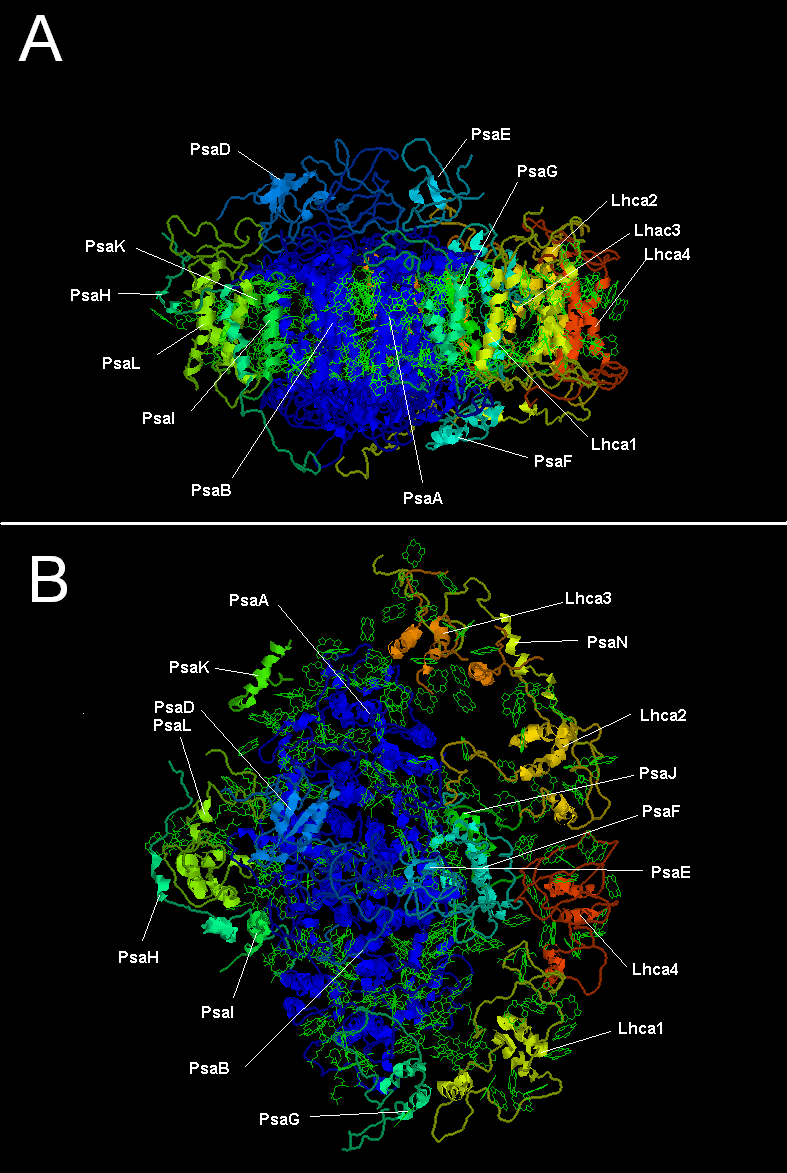
ФСI и ССКI

Светособирающие комплексы состоят из молекул хлорофилла а и b и каротиноидов, соединённых с белками. Эти пигменты, возбуждаясь, переносят энергию фотонов в реакционный центр фотосистемы по Фёрстеровскому механизму. В отличие от реакционного центра ФСI, светособирающие комплексы могут поглощать практически во всей области видимого спектра. Антенные комплексы подразделяют на внутренние, или интегральные, антенны, непосредственно присоединённые к комплексу фотосистемы, и периферические подвижные светособирающие комплексы (ССКI). Так, белки А и В присоединяют пигменты внутренней антенны ФСI: около 95 молекул хлорофилла а и 22 молекулы β-каротина, 5 из которых находятся в цис-конформации. В координации по крайней мере десяти хлорофиллов внутренней антенны принимают участие малые субъединицы J, K, L, M и X. Пигменты внутренней антенны располагаются в виде цилиндра, окружающего все компоненты электрон-транспортной цепи фотосистемы I. Это отличает ФСI от ФСII, где пигменты внутренней антенны расположены на отдельных белках CP43 и CP77. Внешний светособирающий комплекс ССКI (LHCI) содержит 80—120 молекул хлорофиллов а и b, каротиноиды и состоит из четырёх субъединиц: Lhca1, Lhca2, Lhca3 и Lhca4 — с молекулярными массами 17—24 кДа. Относительно недавно были открыты две дополнительные субъединицы, Lhca5 и Lhca6, однако их концентрация в мембране тилакоида крайне мала, а кодирующие их гены практически не экспрессируются.

## Циклический транспорт электронов

Нециклический транспорт электронов

При слишком сильном освещении и/или закрытых устьицах (голодание по СО2) происходит перевосстановление пула пластохинонов и, как следствие, перевосстановление пула НАДФ+. При недостатке СО2 НАДФН не может расходоваться в цикле Кальвина, а значит, не хватает субстрата для ферредоксин-НАДФ+-редуктазы. В конечном итоге это приводит к тому, что ФСI становится некуда сбрасывать возбуждённые электроны, а это в свою очередь может привести к повреждению фотосинтетического аппарата, окислению мембран и образованию активных форм кислорода. В этих условиях, чтобы предотвратить окислительный стресс и защититься от фотоповреждения, растения переходят к циклическому транспорту электронов. Полагают, что катализатором циклического транспорта является восстановленный ферредоксин.

### Циклическое фотофосфорилирование
Вначале электрон неким образом перемещается от восстановленного ферредоксина на пул пластохинонов. Точный механизм этого процесса не известен. Полагают, что эту реакцию осуществляет особый фермент — ферредоксин-пластохинон-оксидоредуктаза. Затем от пластохинона через цитохром b6f-комплекс и пластоцианин электрон вновь попадает на ФСI. При этом происходит закачка протона в полость тилакоида и идёт синтез АТФ. В качестве наиболее вероятного кандидата на роль ферредоксин-пластохинон-оксидоредуктазы в последнее время рассматривают ферредоксин-НАДФ+-редуктазу, которая может образовывать комплекс с цитохром-b6f-комплексом. Предположительно она может переносить электроны с ферредоксины напрямую на убихинон, связанный цитохром-b6f-комплексом через специальный гем cn. Большое количество данных также говорит в пользу образования суперкомплекса из цитохром-b6f-комплекса, ФСI, ферредоксин-НАДФ+-редуктазы и трансмембранного белка PGRL1. Образование и распад такого комплекса, как полагают, переключает режим потока электрона с нециклического на циклический и обратно.
Ещё один фермент, возможно принимающей участие а этом процесс — это НАДН-дегидрогеназный комплекс хлоропластов, аналогичный НАДH-дегидрогеназному комплексу митохондрий и гомологичный бактериальному комплексу I. Он окисляет ферредоксин и сбрасывает электроны на пластохинон, предотвращая окислительный стресс. НАДН-дегидрогеназный комплекс хлоропластов образует суперкомплекс с двумя ФСI при помощи белков Lhca5 и Lhca6. Протонный градиент, созданный в результате циклического фотофосфорилирования на мембране тилакоида, используется белками-переносчиками для встраивания в мембрану приходящих из стромы белков.

### Псевдоциклический транспорт
При очень активном восстановлении пула ферредоксинов происходит сброс их электронов на О2 с образованием H2O (так называемая реакция Мелера). Он сходен с циклическим транспортом тем, что не синтезируется НАДФН, а только АТФ. Однако в условиях реакции Мелера соотношение АТФ/АДФ очень велико, так что имеющегося количества АДФ не достаточно для синтеза АТФ, и, как следствие, на мембране тилакоида создаётся очень высокий протонный градиент. В результате реакции происходит образование супероксид-анион-радикала O2-·, который превращается в O2 и H2O2 под воздействием фермента супероксиддисмутазы, а перекись превращается в воду ферментом аскорбатпероксидазой.
{\displaystyle {\mathsf {Fd_{red}+O_{2}\rightarrow Fd_{ox}+O_{2}^{-}\cdot }}}
Ещё один фермент, участвующий в псевдоциклическом транспорте, это терминальная оксидаза хлоропластов, гомологичная альтернативной оксидазе растительных митохондрий. Она окисляет пул пластохинонов с участием кислорода, образуя воду и рассеивая энергию в форме тепла.

## Локализация в мембране тилакоида

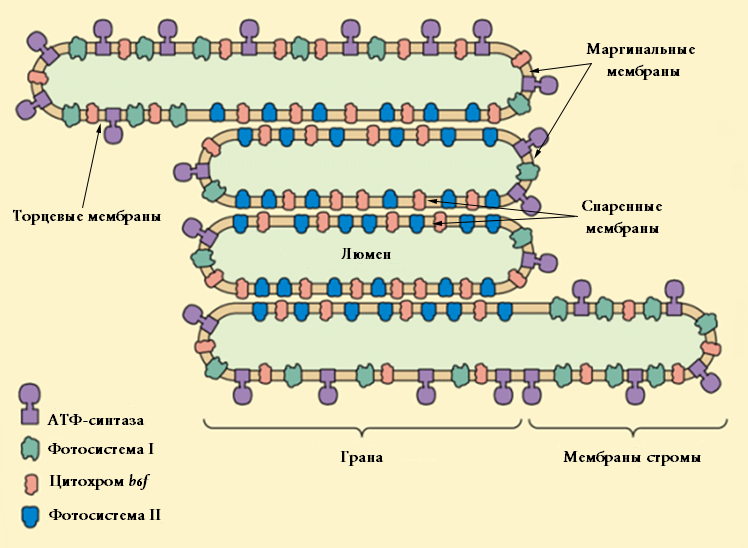
Размещение фотосинтетических комплексов в мембране тилакоида

Фотосистема I находится в стромальных тилакоидах (32 %), а также в маргинальных (36 %) и торцевых (32 %) областях гран. Такое расположение обусловлено плотностью её поверхностного заряда и силами электростатического отталкивания с другими комплексами.
У цианобактерий и прохлорофитов фотосистема I способна образовывать тримеры. Это способствует увеличению спектра поглощения на больших глубинах, а также более эффективному перераспределению энергии возбуждения и защите от фотоповреждений. У эукариот фотосистема I утратила эту способность благодаря наличию субъединицы H, а также мутации в субъединице L. Вместо тримерезации у эукариот она при помощи субъединиц L и G взаимодействует с большими мембранными светособирающими комплексами, которых нет у прокариот.

### Белок Ycf4
Трансмембранный белок Ycf4, обнаруженный в мембране тилакоида, жизненно необходим для функционирования фотосистемы I. Он участвует в сборке компонентов комплекса, без него фотосинтез становится неэффективным.

## Зелёные серобактерии и эволюция ФСI
Молекулярно-биологические данные говорят в пользу того, что ФСI, вероятно, эволюционировала из фотосистемы зелёных серобактерий. Реакционные центры зелёных серобактерий, цианобактерий, водорослей и высших растений различаются, однако домены, выполняющие аналогичные функции, имеют схожее строение. Так, во всех трёх системах окислительно-восстановительный потенциал достаточен для восстановления ферредоксина. Все три электронотранспортные цепи содержат железо-серные белки. И наконец, все три фотосистемы представляют собой димер двух гидрофобных белков, на которых закреплены редокс-центры и пигменты интегральной антенны. В свою очередь, фотосистема зелёных серобактерий содержит те же самые кофакторы, что и электронотранспортная цепь фотосистемы I.

## Галерея

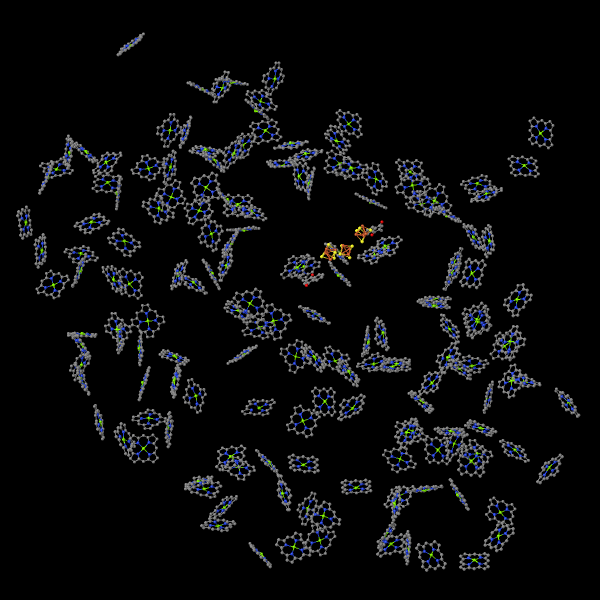
Положение хлорофиллов и кофакторов в фотосистеме I.
Тример фотосистемы I
ЭТЦ фотосистемы I
Фотосистемы I и реакционный центр бактерии.
Модель фотосистемы I.